# وانغ إنغ
وانغ إنغ (بالصينية: 王恩哥) هو فيزيائي صيني، ولد في 1957 في شنيانغ في الصين.